# Casa del Bel Cortile

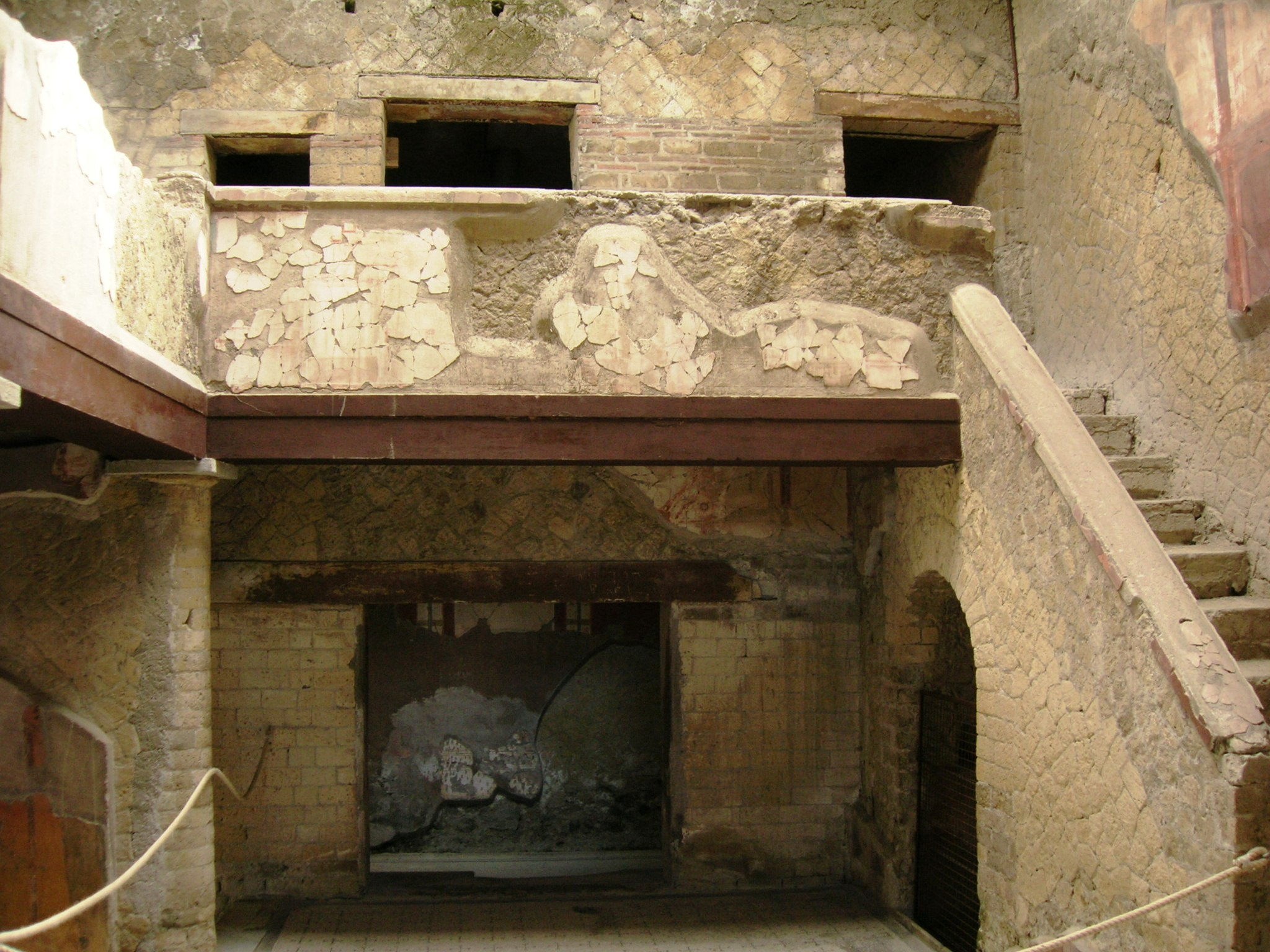
Il cortile

La casa del Bel Cortile è una casa di epoca romana, sepolta dall'eruzione del Vesuvio del 79 e ritrovata a seguito degli scavi archeologici dell'antica Ercolano: deve il nome al suo cortile perfettamente conservato.

## Storia e descrizione
La casa venne edificata nel I secolo, durante l'epoca claudia, recuperando parte di una precedente abitazione, ed in seguito seppellita sotto una coltre di fango, a causa delle colate piroclastiche durante l'eruzione del Vesuvio nel 79: le prime indagini vennero effettuate tramite cunicoli nel XVIII secolo dagli esploratori borbonici, mentre fu riportata alla luce solo nel XX secolo per mezzo degli scavi di Amedeo Maiuri; per un breve periodo la casa è stata adibita come deposito per la raccolta di materiale archeologico.

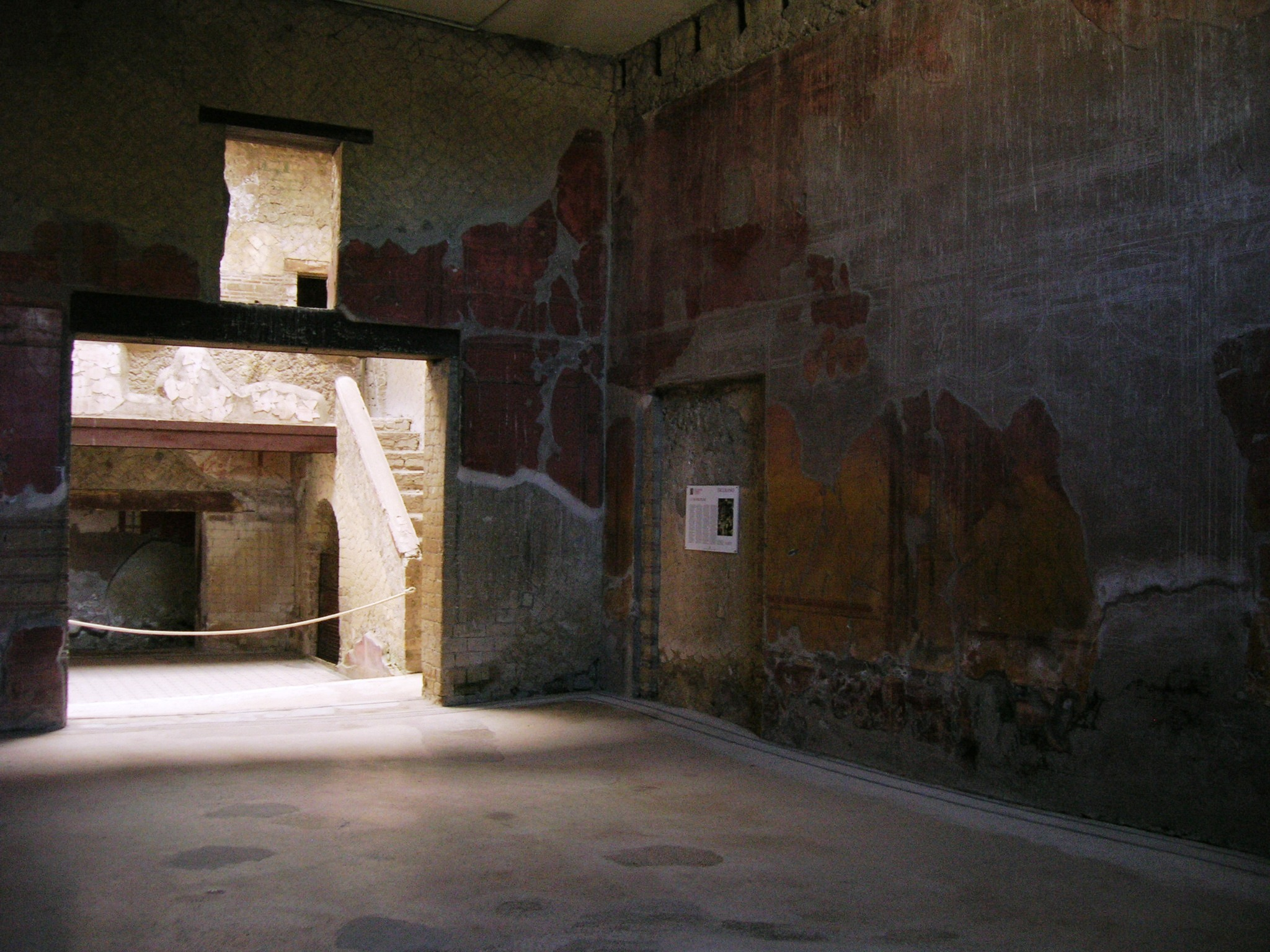
Il triclinio

La casa del Bel Cortile è posta lungo il cardo V, ha un'estensione di circa centonovanta metri quadrati ed un impianto che differisce totalmente dal classico schema delle case romane. Superato l'ingresso, si accede direttamente ad un ambiente che funge sia da vestibolo che da atrio: questo ha un basso soffitto e le decorazioni alle pareti sono in quarto stile, con zona centrale in rosso e fregio in bianco con l'aggiunta di disegni geometrici. Sul lato nord una porta conduce alla cucina, mentre su quello sud si trovano una serie di cubicoli, di cui uno aperto direttamente sull'atrio e gli altri due raggiungibili tramite uno stretto corridoio: queste camere hanno tutte affreschi in quarto stile. Sul lato orientale dell'atrio si apre il cortile: anch'esso presenta decorazioni in quarto stile, con la predominanza del colore rosso, ed una scala in muratura con parapetto in pietra che conduce al piano superiore, del quale si conservano quattro ambienti, sempre con pitture in quarto stile, collegati alla scala tramite una balconata che segue parte del perimetro del cortile, su cui si affaccia; lungo il ballatoio si osserva inoltre un affresco che al momento dell'eruzione era in fase di ultimazione: si nota infatti il disegno di un'aquila e di un quadretto a cui dovevano essere applicati ancora i colori. Dal lato settentrionale del cortile si accede all'oecus, con pitture su pannelli in rosso, arricchiti da figure fluttuati su fondo bianco e divisi da disegni di elementi architettonici, mentre dal lato meridionale si accede al triclinio: questo ha una forma rettangolare, una pavimentazione a mosaico con tessere bianche, incorniciato lungo il bordo da un disegno con tessere bianche e nere, mentre gli affreschi alle pareti sono caratterizzati da pannelli in rosso e giallo; nella stanza è posta una teca all'interno della quale sono conservati dei resti umani.